# Manchester City Football Club 2001-2002
Questa pagina raccoglie i dati riguardanti il Manchester City Football Club nelle competizioni ufficiali della stagione 2001-2002.
Al termine della stagione: Niclas Jensen (Inghilterra), Paulo Wanchope (Costa Rica), Lucien Mettomo (Camerun), Richard Dunne (Irlanda) e Sun Jihai (Cina) furono convocati per il Campionato mondiale di calcio 2002.

## Maglie e sponsor
Lo sponsor tecnico per la stagione 2001-2002 è Le Coq Sportif, mentre lo sponsor ufficiale è Eidos.
| Manica sinistra · Manica sinistra · Maglietta · Maglietta · Manica destra · Manica destra · Pantaloncini · Pantaloncini · Calzettoni · Calzettoni |
| Casa |

| Manica sinistra · Maglietta · Maglietta · Manica destra · Pantaloncini · Pantaloncini · Calzettoni · Calzettoni |
| Trasferta |

| Manica sinistra · Manica sinistra · Maglietta · Maglietta · Manica destra · Manica destra · Pantaloncini · Pantaloncini · Calzettoni · Calzettoni |
| Terza divisa |

## Rosa
Aggiornata il 11 maggio 2010
| N. |                             | Ruolo | Calciatore      |
| -- | --------------------------- | ----- | --------------- |
| 1  | Inghilterra (bandiera)      | P     | Nick Weaver     |
| 2  | Inghilterra (bandiera)      | D     | Stuart Pearce   |
| 3  | Inghilterra (bandiera)      | D     | Richard Edghill |
| 4  | Paesi Bassi (bandiera)      | D     | Gerard Wiekens  |
| 5  | Scozia (bandiera)           | D     | Andy Morrison   |
| 6  | Irlanda del Nord (bandiera) | C     | Kevin Horlock   |
| 7  | Inghilterra (bandiera)      | A     | Darren Huckerby |
| 8  | Australia (bandiera)        | C     | Simon Colosimo  |
| 9  | Scozia (bandiera)           | A     | Paul Dickov     |
| 10 | Bermuda (bandiera)          | A     | Shaun Goater    |
| 11 | Inghilterra (bandiera)      | C     | Terry Cooke     |
| 14 | Israele (bandiera)          | A     | Eyal Berkovic   |
| 15 | Norvegia (bandiera)         | D     | Alf-Inge Håland |
| 16 | Scozia (bandiera)           | D     | Paul Ritchie    |
| 17 | Cina (bandiera)             | D     | Sun Jihai       |
| 18 | Irlanda del Nord (bandiera) | C     | Jeff Whitley    |
| 19 | Australia (bandiera)        | C     | Danny Tiatto    |
| 20 | Inghilterra (bandiera)      | P     | Carlo Nash      |
| 21 | Francia (bandiera)          | A     | Alioune Touré   |
| 22 | Irlanda (bandiera)          | D     | Richard Dunne   |
| 23 | Costa Rica (bandiera)       | A     | Paulo Wanchope  |

| N. |                        | Ruolo | Calciatore            |
| -- | ---------------------- | ----- | --------------------- |
| 24 | Inghilterra (bandiera) | D     | Steve Howey           |
| 25 | Camerun (bandiera)     | D     | Lucien Mettomo        |
| 27 | Inghilterra (bandiera) | C     | Stephen Jordan        |
| 28 | Inghilterra (bandiera) | C     | Tony Grant            |
| 29 | Inghilterra (bandiera) | A     | Shaun Wright-Phillips |
| 32 | Inghilterra (bandiera) | A     | Leon Mike             |
| 35 | Irlanda (bandiera)     | P     | Brian Murphy          |
| 36 | Inghilterra (bandiera) | D     | Danny Granville       |
| 37 | Canada (bandiera)      | C     | Terry Dunfield        |
| 38 | Galles (bandiera)      | C     | Rhys Day              |
| 40 | Inghilterra (bandiera) | C     | Chris Shuker          |
| 44 | Algeria (bandiera)     | C     | Ali Benarbia          |
| 32 | Inghilterra (bandiera) | P     | Simon Royce           |
| 12 | Danimarca (bandiera)   | P     | Kevin Stuhr Ellegaard |
| 31 | Francia (bandiera)     | D     | Laurent Charvet       |
| 36 | Danimarca (bandiera)   | D     | Niclas Jensen         |
| 26 | Inghilterra (bandiera) | D     | Tyrone Mears          |
| 39 | Nigeria (bandiera)     | C     | Dickson Etuhu         |
| 13 | Francia (bandiera)     | C     | Christian Negouai     |
| 33 | Australia (bandiera)   | A     | Chris Killen          |
| 8  | Inghilterra (bandiera) | A     | Jonathan Macken       |